# Chamaeleo chamaeleon
Chamaeleo chamaeleon là một loài thằn lằn trong họ Chamaeleonidae. Loài này được Linnaeus mô tả khoa học đầu tiên năm 1758.

## Hình ảnh

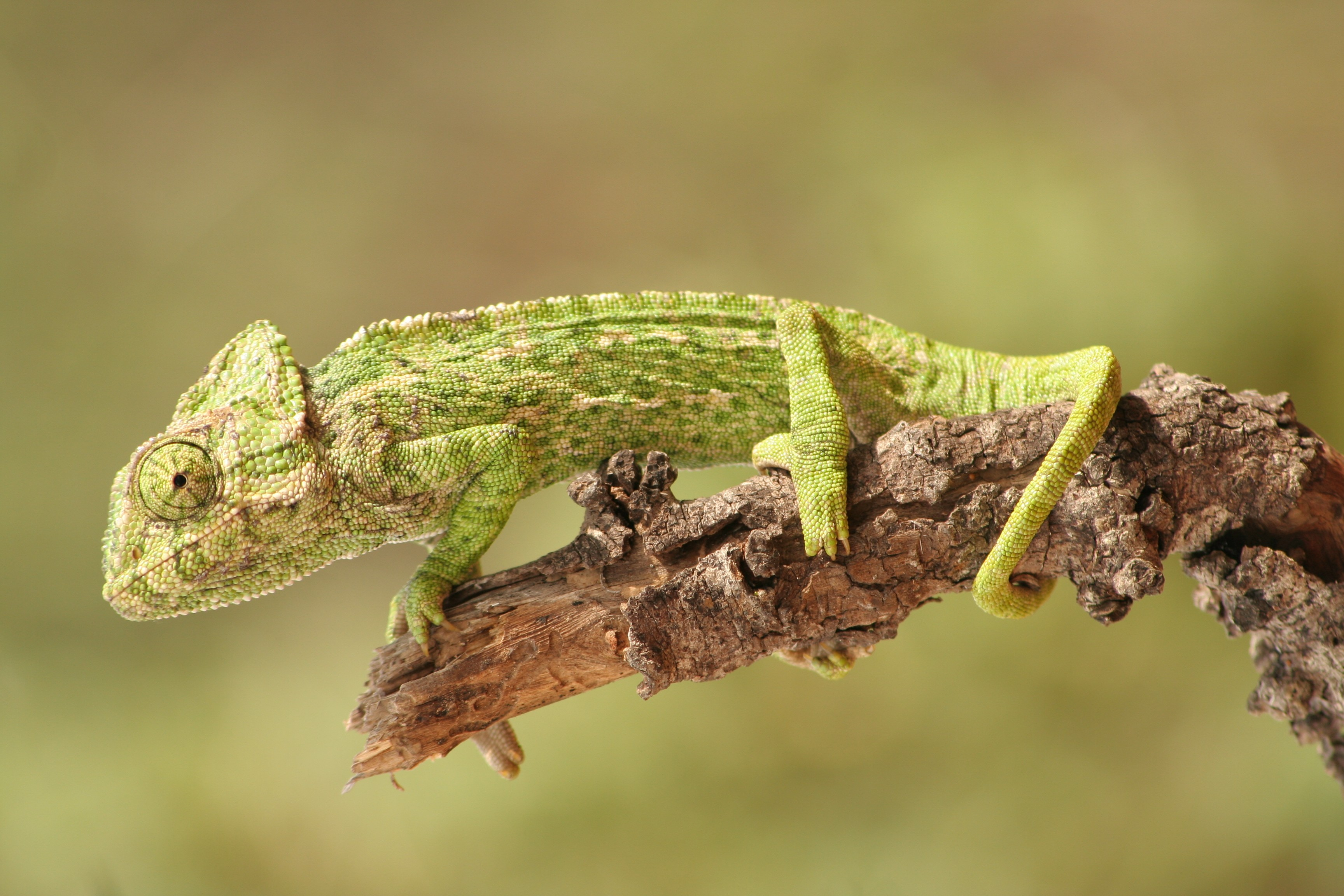
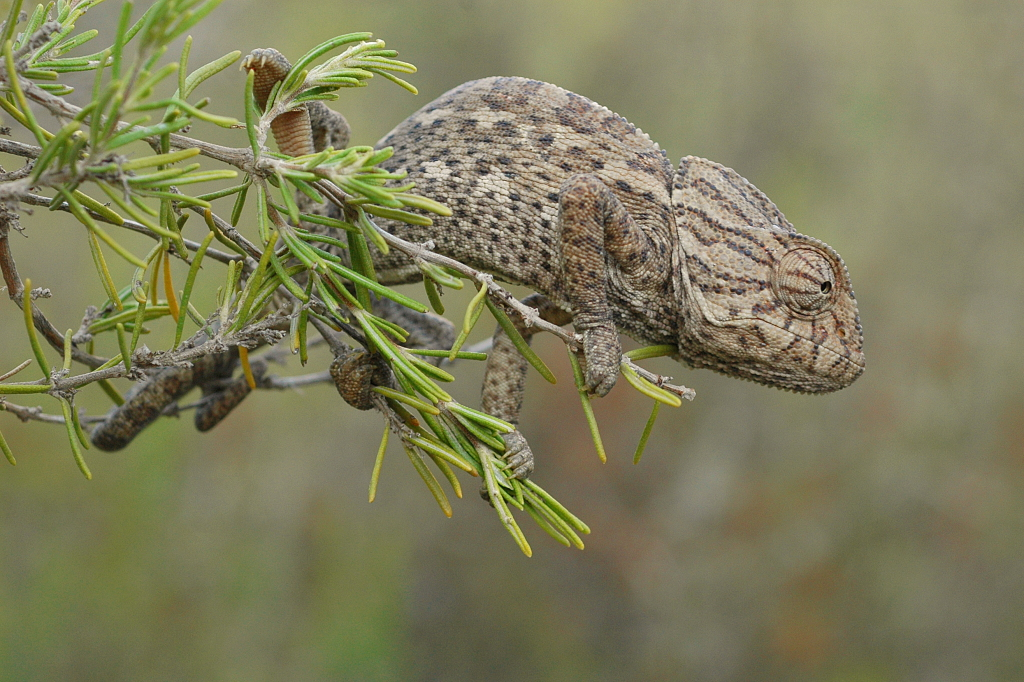
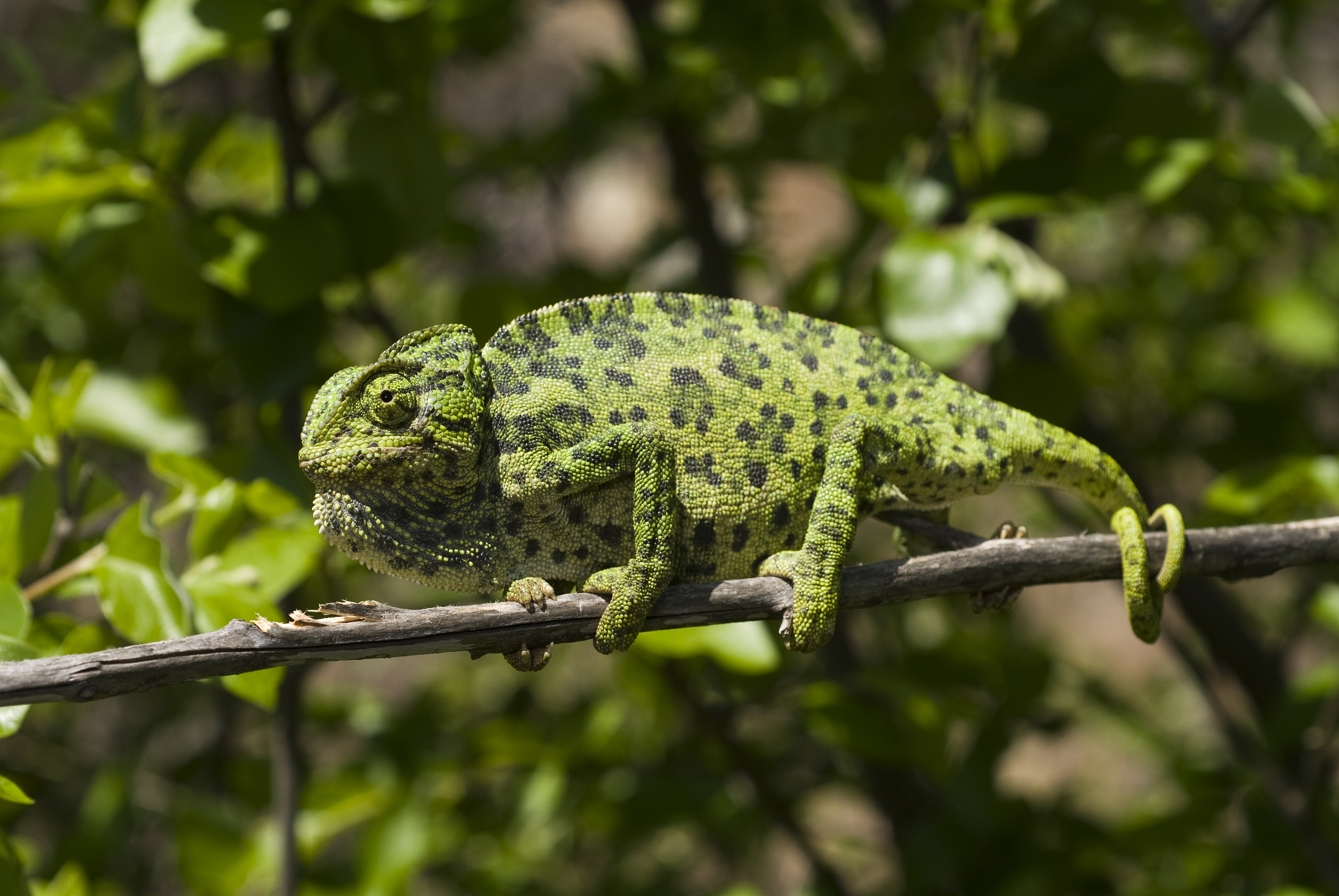